# André Rousseau
André Rousseau (ur. 8 kwietnia 1898 w Paryżu, zm. 2 października 1964 w Marsylii) – francuski kierowca wyścigowy.

## Kariera
W swojej karierze wyścigowej Rousseau poświęcił się startom w wyścigach samochodów sportowych. W latach 1926-1928, 1933 Francuz pojawiał się w stawce 24-godzinnego wyścigu Le Mans. W pierwszym sezonie startów odniósł zwycięstwo w klasie 1.1, a w klasyfikacji generalnej uplasował się na dziewiątej pozycji. Rok później nie obronił tryumfu w klasie 1.1 z poprzedniego sezonu. Stanął jednak na drugim stopniu podium, zaś w klasyfikacji generalnej również stanął na podium - na jego trzecim stopniu. W sezonie 1928 powtórzył sukces z poprzedniego sezonu w klasie 1.1, plasując się jednocześnie na dziesiątym miejscu w końcowej klasyfikacji kierowców. Po przerwie, w 1933 był najlepszy w klasie 2.